# Torda-Aranyos
Le comitat de Torda-Aranyos (Torda-Aranyos vármegye en hongrois, comitatul Turda-Arieș en roumain) est un ancien comitat du royaume de Hongrie situé en Transylvanie. Son chef-lieu était la ville de Torda, aujourd'hui Turda, en Roumanie.

## Géographie
Le comitat de Torda-Aranyos avait une superficie de 3 514 km2 pour une population de 174 375 habitants (densité : 49,6 hab/km2). Il s'étendait dans les Carpates orientales le long de la rivière Arieș (Aranyos en hongrois) et de la rivière Mureș (Maros en hongrois).
Il était limité au nord par le comitat de Kolozs, à l'est par le comitat de Maros-Torda, au sud-est par le comitat de Kis-Küküllő, au sud par le comitat d'Alsó-Fehér, au sud-ouest par les comitats de Hunyad et Arad et à l'ouest par le comitat de Bihar.

## Histoire
Apparus au XIIIe siècle, le siège sicule d'Aranyosszék (scaunul secuiesc al Arieșului, pays d'orpaillage et de mineurs) et le comitat de Torda disparaissent en 1711 lors de l'établissement des nouveaux Bezirke par l'empereur Charles III d'Autriche, le premier étant rattaché au Bezirk de Karlsburg, le second à celui de Klausenburg. Après le Compromis austro-hongrois de 1867 qui supprime la principauté de Transylvanie, un comitat de Torda-Aranyos est créé dans le cadre de la couronne hongroise, avec des limites modifiées et simplifiées, sur l'ancien territoire du siège d'Aranyos et une partie de celui du comitat de Torda.
En 1918, le comitat de Torda-Aranyos est intégré au royaume de Roumanie, ce qui fut confirmé par le traité de Trianon en 1920. Il est devenu alors le județ de Turda.
De 1940 à 1944, le deuxième arbitrage de Vienne rend à la Hongrie la plus grande partie du județ voisin de Cluj qui redevient le comitat de Kolozs : le județ de Turda est alors agrandi, au nord-ouest, des arrondissements (plăși) du județ de Cluj laissés à la Roumanie. Fin 1944, peu avant fin de la Seconde Guerre mondiale, le județ de Turda est réintégré la Roumanie, ce qui a été officialisé par le traité de paix de Paris en 1947.
En 1950, il a été supprimé au profit des régions administratives de la République populaire roumaine. Lors du rétablissement des județe en 1968, sa partie nord a été intégrée au județ de Cluj, sa partie est au județ de Mureș, l'ouest et le sud étant intégré au județ d'Alba.

## Subdivisions
Le comitat de Torda-Aranyos était composé d'un district urbain et de six districts ruraux.
| District | Chef-lieu |
| -------- | --------- |
| Torda    | Torda     |

| District   | Chef-lieu  |
| ---------- | ---------- |
| Alsójára   | Alsójára   |
| Felvinc    | Felvinc    |
| Marosludas | Marosludas |
| Topánfalva | Topánfalva |
| Torda      | Torda      |
| Torockó    | Torockó    |

## Démographie
En 1900, le comitat comptait 169 579 habitants dont 116 833 Roumains (68,90 %), 40 806 Hongrois (24,06 %) et 654 Allemands (0,39 %).
En 1910, le comitat comptait 174 375 habitants dont 125 668 Roumains (72,07 %), 44 630 Hongrois (25,59 %) et 576 Allemands (0,33 %).